# Salla Sipponen
Salla Sipponen (13 de mayo de 1995) es una deportista de Finlandia que compite en atletismo. Ganó una medalla de plata en el Campeonato Europeo de Atletismo por Equipos de 2021, en la prueba de lanzamiento de disco.